# Cheshire Village, Connecticut
Cheshire Village är en ort (CDP) i New Haven County, i delstaten Connecticut, USA. Enligt United States Census Bureau har orten en folkmängd på 5 786 invånare (2010) och en landarea på 8,7 km².